# 富川市
富川市（韩语：／ Bucheon si */?），是韩国京畿道中西部的市，位于首尔特别市和仁川广域市之间。其面积为53.4平方千米，2021年4月时人口数为812,158。富川这一地名来源于1914年朝鲜总督府发布的《府郡面統廢合》命令，原先的富川郡统合自原仁川府和富平郡的地域，故取富平之“富”和仁川之“川”作为新地名。1883年《江華島條約》签订后，富川作为从仁川港运送货物至漢城府的中间地带而开始发展。1899年京仁線开通并通过富川，境内的素砂站成为了大量货物的中转站，居民点在此基础上发展，富川也逐渐成为京仁工业区的重要城市之一。
随着朝鲜战争结束后韩国城市化的发展，首都圈进行了行政区域的调整，富川市也因此于1973年从废止的富川郡中分离。富川在建市以后迎来了快速发展，人口也迅速增加，逐渐转变成首仁间重要的卧城和工业都市，是韩国半导体产业的发祥地。韩国政府为缓解城市人口密集所设立之新市镇之一的中洞新都市便位于富川市内。如今富川市是韩国境内人口密度第二高的城市，仅次于首尔特别市。

## 历史

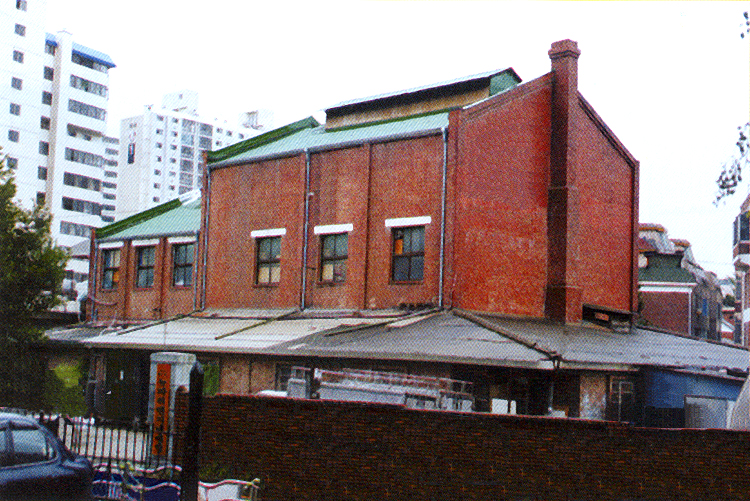
柳韩洋行的旧工厂

### 古代
富川地区最早发现人类活动的时期可追溯至青铜器时代:74，在古康洞发现了推测为青铜器时代中期人类定居点的遗迹，并出土了无纹陶器和石器等文物。三韩时期，富川地区属于马韩54小国中的優休牟琢國。由于地处汉江的洪泛区，在三韩时代富川与周边的金浦、首尔一带就发展出了起源于原始稻种的农业生产，并依此形成聚落:95-96。三国时期的富川一带被认为属于百济的势力范围，后来百济被高句丽所灭，该地区也被纳入高句丽之势力范围。据《大东地志》记载，当时富川所在的富平郡地域在高句丽时期被称为「主夫吐」，在统一新罗时期被改称长堤郡。在公元6世纪中叶，包括富川在内的汉江流域成为了当时三国战争的前线，该地区的主权多次易手，直至真兴王时期，汉江一带被新罗长期占据并设立新州:101-102。统一新罗被高丽所灭后，太祖二十三年（940年）设二京六府九节度，富川一带大致于那时被更名为树州。毅宗4年（1150年），树州被更名为安南都护府。12世纪初的高丽发生了李資謙、妙清等人的叛乱并出现了大量流民，设置都护府的目的是为了加强开京周边的防御。高宗2年（1215年）时安南都护府被改称桂阳都护府，然后于忠烈王34年（1308年）被升格为吉州牧，但两年后旋即被降格为富平府。
李成桂灭高丽建立朝鲜王朝后，建立了八道的行政区划，富川在此时属于太宗13年（1413年）建立的，隶属于京畿道下的富平都护府。富平是江华、金浦通过汉江水路前往汉城或海州等黄海道区域的必经地，因此成为了当时水上交通和军事的要地，并设有兵营。据《朝鲜王朝实录》的世宗实录记载，当时的富平都护府有429户人家，人口数为954。当地还有规模为148人的驻军:135。宣祖25年（1592年），万历朝鲜之役爆发，小西行長率领的日本部队于同年5月19日在富川的远美山击败了朝鲜宣居怡的部队，并在同日攻陷富平邑。随后日军以其为据点北上并占领了开城。18世纪开始，京畿一带沿海区域向内陆运输货物的方式由陆路向水路运输转变，富川因其处在水陆路相接处而得到发展，并在18世纪末成为当时京畿道商品流通中心区域的一部分:152。正祖13年（1789年）的调查显示当时富平邑的人口突破了一万人，而如今富川区域的人口也达到了3,060人:143。

### 近代
1875年的江華島事件和此后签订的《江華島條約》使朝鲜被迫对外开放，仁川港因此于1883年开港。仁川港开港后，大量的外国人和商品开始涌入京畿地区。高宗32年（1895年）开始实施二十三府制，富平被升格为郡并归属仁川府管辖。次年该制度被废除而改施十三道制，富平改属京畿道，下辖15个面，现在的富川地域则归属于其中的5个面。高宗36年9月18日，京仁線的仁川至鹭梁津段开通:179，富川境内的素砂站（现在的富川站）成为了金浦平原出产粮食的中转站，货物从此运往仁川港并出口至日本。素砂站设立后，附近的许多居民搬迁到车站附近，在周围开设了酒店、餐馆等并形成新的定居点。1908年，日本人在车站附近开发了桃樹的种植园，使周围区域的劳动力向此聚集，并令周边的居民点得到进一步的发展。日韩合并后的1914年，朝鲜总督府发布《府郡面統廢合》命令统合行政区域，富平郡和仁川府（日本特许区域除外）、南阳郡的两个面以及江华郡的部分岛屿合并组成新的富川郡，下辖15个面160个里，现在的富川则大致分属于桂南、吾丁、苏莱三面:202。1931年，素砂站所在的桂南面被更名为素砂面，并在十年后再次升格为邑。1920年代，日本在朝鲜进行了朝鲜产米增殖计划，以此对朝鲜的粮食和经济进行掠夺。朝鲜总督府农林局于1936年在素砂站附近开设了谷物检查所的分所，以此保存从附近区域收集来的粮食:200;205。

### 现代

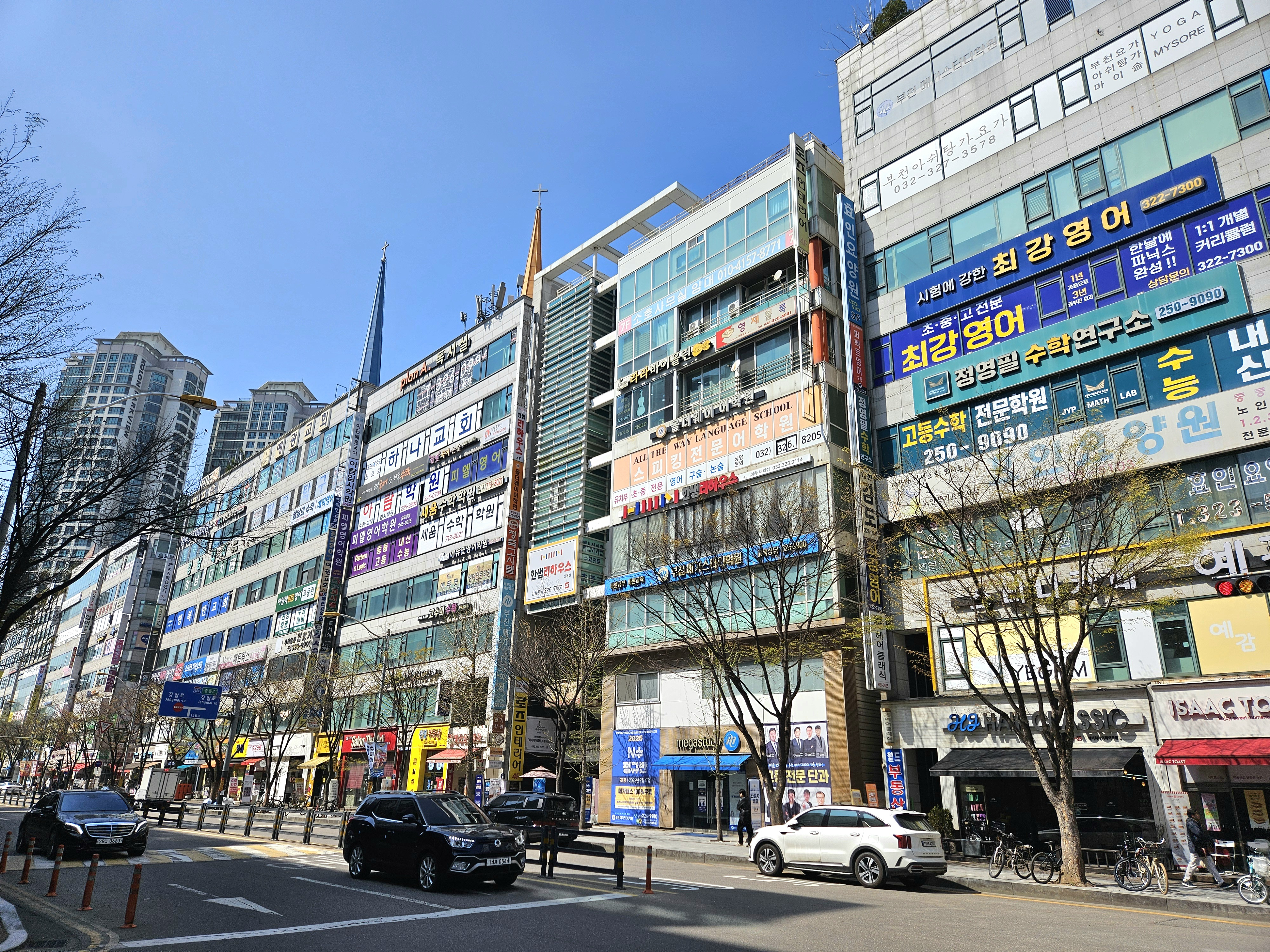
2025年的富川

朝鲜战争之后，富川作为首仁之间的卫星城市而被规划为新市镇。随着城市化进程中人口密集情况的加剧，1961年9月《地方自治临时处置法》的出台使得韩国出现了大量的行政区域变更。在此背景下，富川郡的部分区域在1962年被划入首尔市和仁川市:249。1968年京仁高速公路的开通使得富川前往首仁两地的时长被缩短到一小时上下，当地低廉的地价吸引了大量企业入驻:250。同时期进行的经济开发五年计划使得首尔和釜山等大城市人口进一步膨胀，韩国政府不得不在1973年再次对行政区域进行大规模调整，以此促进大城市的合理发展和防止人口的无序扩张。1973年7月1日，富川郡的素砂邑被升格为市并更名为富川市，其余地域被编入如今的金浦市、始興市和瓮津郡，富川郡自此成为历史:249。1974年京仁线完成电气化，同时素砂站更名为富川站，令富川逐渐向首都圈的卧城发展。富川市在成立之初出现了人口暴增的现象，从1975年到1985年的十年间，平均每五年人口就要翻上一番。成立之初的富川市人口数为65,080人，但1985年时已经突破45万:252。这一时期富川市也完成了农业向工业城市的转变，60年代富川农业人口占比超过六成，90年代时下降到两成，第二第三产业人口则大幅上涨。1985年时，富川市内的制造业从业人数占到了总就业人口的将近九成:262-267。
1990年代，为了缓解人口压力和房价问题，韩国政府推行了「200万户住宅建设计划」和新都市开发计划，在軍浦市、富川市和安養市设立山本、中洞和坪村三个新市镇。富川市的中洞新都市占地面积165万平方米，涉及市内6个洞。建设该新市镇的目的是为了减少首都圈房地产的投机行为并稳定房价，形成京仁工业区中心的住宅区和富川的新商业中心，并藉此解决原先快速发展造成的基础设施落后问题。但1995年时计划中6个洞的人口数已经超过了二十六万，占当时富川市人口的三成以上，远超设计时的预期的十七万。至2011年时，中洞新都市人口已经超过60万人。

## 地理
富川市位于朝鲜半岛的中心区域，面积53.44平方千米，东面与首尔的江西区、阳川区、九老區接壤，西面则同仁川的桂阳区、富平區和南洞區相接。其南面是始興市，与光明市有非常短的一段边界:21。富川市位于富平平原的中心，该平原与金浦平原一样属于汉江的冲积平原:26。富川东南部的地势相对较高，地形以平缓的丘陵为主，最高峰圣柱山（217米）位于市辖区南部。全市80%以上的地区海拔低于50米，70%的地区坡度小于5%。富川市大部分地区出露的地层都是全新世的沖積層，新生代前所产生的地层则以花岗岩和片麻岩，或是这两种复合的岩体为主。南部的圣柱山山地一带则更多的分布着安山岩。富川境内的大部分河川在1980年代以后都被隐藏在道路之下，主要的河川有汉江的支流掘浦川和如月川，两条河川在新中洞和梧亭洞交汇并形成大片平原。掘浦川原先叫直浦川，古代为了加快水运开掘了直浦川到汉江的上游运河，被称作掘浦。到了现在整段河川都被称作掘浦川。由于掘浦川周围地势较汉江低，导致无法自然排水，使过去的掘浦川长期受工业废水和生活污水污染，其水样被检出过量的苯酚，直到2007年仁川和富川政府投入243.8亿韩元整治才得到改善。

### 气候
根据柯本气候分类法，朝鲜半岛的气候大多属于温带大陆性湿润气候。但富川市离黄海海岸不远，其气候也因此具有海洋性气候的特征。富川一带处于中纬度西风带内，境内的盛行风是西北风。其气温较内陆的首尔偏低，但较海岸的仁川偏高一些。富川的降水量降水量则比首尔略少，比仁川偏多，其降水大多是地形雨或者通过式的降水。富川市主要发生的自然灾害类型是暴雨、台风和大雪，其中又以台风和暴雨为甚。富川主要在六月到八月受到台风或暴雨的影响，但因其靠近朝鲜半岛中部的西海岸，台风造成的破坏一般不算严重。
| ㋀                                | ㋁      | ㋂      | ㋃      | ㋄       | ㋅        | ㋆        | ㋇        | ㋈        | ㋉       | ㋊      | ㋋      |
| 20 4 −5                           | 20 7 −3 | 40 11 3 | 65 19 8 | 98 23 13 | 116 27 18 | 309 30 22 | 277 31 22 | 145 27 17 | 51 21 10 | 49 14 2 | 21 7 −4 |
| 平均最高及最低溫度以攝氏（℃）表記 |         |         |         |          |           |           |           |           |          |         |         |
| 降雨總量單位為（㎜）              |         |         |         |          |           |           |           |           |          |         |         |
| 資料來源：韩国统计厅              |         |         |         |          |           |           |           |           |          |         |         |

| 英制單位換算                      | 英制單位換算 | 英制單位換算 | 英制單位換算 | 英制單位換算 | 英制單位換算 | 英制單位換算 | 英制單位換算 | 英制單位換算 | 英制單位換算 | 英制單位換算 | 英制單位換算 |
| --------------------------------- | ------------ | ------------ | ------------ | ------------ | ------------ | ------------ | ------------ | ------------ | ------------ | ------------ | ------------ |
| ㋀                                | ㋁           | ㋂           | ㋃           | ㋄           | ㋅           | ㋆           | ㋇           | ㋈           | ㋉           | ㋊           | ㋋           |
| 0.8 39 23                         | 0.8 45 27    | 1.6 52 37    | 2.5 66 46    | 3.8 73 55    | 4.6 81 64    | 12 86 72     | 11 88 72     | 5.7 81 63    | 2 70 50      | 1.9 57 36    | 0.8 45 25    |
| 平均最高及最低溫度以華氏（℉）表記 |              |              |              |              |              |              |              |              |              |              |              |
| 降雨總量單位為英吋（㏌）          |              |              |              |              |              |              |              |              |              |              |              |

| ㋀                                | ㋁      | ㋂      | ㋃      | ㋄       | ㋅        | ㋆        | ㋇        | ㋈        | ㋉       | ㋊      | ㋋      |
| 20 4 −5                           | 20 7 −3 | 40 11 3 | 65 19 8 | 98 23 13 | 116 27 18 | 309 30 22 | 277 31 22 | 145 27 17 | 51 21 10 | 49 14 2 | 21 7 −4 |
| 平均最高及最低溫度以攝氏（℃）表記 |         |         |         |          |           |           |           |           |          |         |         |
| 降雨總量單位為（㎜）              |         |         |         |          |           |           |           |           |          |         |         |
| 資料來源：韩国统计厅              |         |         |         |          |           |           |           |           |          |         |         |

| 英制單位換算                      | 英制單位換算 | 英制單位換算 | 英制單位換算 | 英制單位換算 | 英制單位換算 | 英制單位換算 | 英制單位換算 | 英制單位換算 | 英制單位換算 | 英制單位換算 | 英制單位換算 |
| --------------------------------- | ------------ | ------------ | ------------ | ------------ | ------------ | ------------ | ------------ | ------------ | ------------ | ------------ | ------------ |
| ㋀                                | ㋁           | ㋂           | ㋃           | ㋄           | ㋅           | ㋆           | ㋇           | ㋈           | ㋉           | ㋊           | ㋋           |
| 0.8 39 23                         | 0.8 45 27    | 1.6 52 37    | 2.5 66 46    | 3.8 73 55    | 4.6 81 64    | 12 86 72     | 11 88 72     | 5.7 81 63    | 2 70 50      | 1.9 57 36    | 0.8 45 25    |
| 平均最高及最低溫度以華氏（℉）表記 |              |              |              |              |              |              |              |              |              |              |              |
| 降雨總量單位為英吋（㏌）          |              |              |              |              |              |              |              |              |              |              |              |

| 富川（1979-2008）  | 富川（1979-2008） | 富川（1979-2008） | 富川（1979-2008） | 富川（1979-2008） | 富川（1979-2008） | 富川（1979-2008） | 富川（1979-2008） | 富川（1979-2008） | 富川（1979-2008） | 富川（1979-2008） | 富川（1979-2008） | 富川（1979-2008） | 富川（1979-2008） |
| 月份               | 1月               | 2月               | 3月               | 4月               | 5月               | 6月               | 7月               | 8月               | 9月               | 10月              | 11月              | 12月              | 全年              |
| ------------------ | ----------------- | ----------------- | ----------------- | ----------------- | ----------------- | ----------------- | ----------------- | ----------------- | ----------------- | ----------------- | ----------------- | ----------------- | ----------------- |
| 平均高温 °C（°F）  | 3.6 (38.5)        | 6.5 (43.7)        | 11.0 (51.8)       | 18.5 (65.3)       | 23.3 (73.9)       | 26.8 (80.2)       | 29.6 (85.3)       | 30.6 (87.1)       | 27.2 (81.0)       | 21.2 (70.2)       | 13.5 (56.3)       | 7.2 (45.0)        | 18.2 (64.9)       |
| 日均气温 °C（°F）  | −2.4 (27.7)       | −0.2 (31.6)       | 4.9 (40.8)        | 11.0 (51.8)       | 16.1 (61.0)       | 20.7 (69.3)       | 24.1 (75.4)       | 25.1 (77.2)       | 20.8 (69.4)       | 14.7 (58.5)       | 7.2 (45.0)        | 1.2 (34.2)        | 11.9 (53.5)       |
| 平均低温 °C（°F）  | −5.3 (22.5)       | −3.3 (26.1)       | 2.7 (36.9)        | 8.1 (46.6)        | 13.0 (55.4)       | 17.5 (63.5)       | 21.8 (71.2)       | 22.3 (72.1)       | 17.2 (63.0)       | 10.1 (50.2)       | 2.0 (35.6)        | −4.0 (24.8)       | 8.5 (47.3)        |
| 平均降水量 mm（）  | 20.0 (0.79)       | 19.9 (0.78)       | 39.9 (1.57)       | 64.6 (2.54)       | 97.6 (3.84)       | 116.3 (4.58)      | 309.2 (12.17)     | 277.0 (10.91)     | 144.8 (5.70)      | 50.5 (1.99)       | 49.4 (1.94)       | 20.7 (0.81)       | 1,209.9 (47.62)   |
| 平均降水天数       | 7.5               | 5.3               | 6.5               | 8.4               | 9.5               | 11.6              | 15.3              | 14.1              | 7.7               | 7.2               | 9.1               | 6.4               | 108.6             |
| 平均相對濕度（％） | 62.7              | 62.7              | 64.3              | 65.2              | 71.0              | 75.9              | 82.1              | 79.7              | 73.6              | 68.4              | 64.8              | 63.1              | 69.5              |
| 来源：韩国统计厅   |                   |                   |                   |                   |                   |                   |                   |                   |                   |                   |                   |                   |                   |

## 人口
富川于1973年建市之初，人口为65,080人。但随着京仁线在1974年的开通，富川市在次年迎来了人口的快速增加，当年人口数突破十万，来到了109,236人:152。此后富川市人口继续维持快速上升态势，1976至1980年间其人口增长了85.2%，其后的五年更是直接翻番，增长了106%，且人口在1986年突破了五十万人:156;154。其后人口增加速度开始下滑，直到1995到1999年间出现了0.1%的负增长。富川与安养是京畿道内先行发展的城市，经历了70和80年代的人口快速上升后趋缓，直至90年代转为负增长。而后起的诸如水原、议政府之人口则保持平稳上涨态势:156。当时的富川的人口密度排在京畿道首位，1998年其人口密度达到了14,595人/平方千米，是京畿道平均值的近17倍，排行第二的安养甚至不足万人/平方千米:158。富川市的人口数在2002年突破了八十万人，之后继续保持上升，直至2010年达到875,204的顶峰后开始下降。2019年时富川以15,563.27人/平方千米之人口密度排在韩国城市第二位，仅次于首尔特别市。2015年11月时在富川居住的外国人有32,475人，23,966人为中国人，占比为73.8%，其中又有18,819人为中国朝鲜族。其余超过一千人的外国人来源国有越南和菲律宾。

## 行政區劃
1973年7月1日富川市诞生时，市内被分为10个洞（大致位于如今市中心之中洞、上洞、城谷洞一带）。1975年，当时金浦郡的梧亭面被编入富川市，始兴郡苏莱邑的一部分于8年后同样被纳入富川辖区:封内页。1988年1月1日起当地开始实施区制，将市内划分为中区和南区两部分。1993年2月1日，中区被分拆为远美区和吾丁区（后改称梧亭区），南区位于京仁线以北的区域划入远美区，其余区域改称素砂区:封内页。2016年7月4日，責任邑面洞制实施，富川市废止原先的三区而保存下属的洞，富川市的行政区域根据原先的洞制重划为10个法定洞，并在各个法定洞设立行政福祉中心。
现时的富川市辖有10个法定洞，711个统和5,096个班。
| 地名     | 谚文     | 面积 （平方千米） | 人口数  | 户数    | 行政区划图 |
| -------- | -------- | ----------------- | ------- | ------- | ---------- |
| 深谷洞   | 심곡동   | 2.6               | 63,663  | 33,130  |            |
| 富川洞   | 부천동   | 8.1               | 89,537  | 38,648  |            |
| 新中洞   | 신중동   | 4.5               | 130,604 | 54,258  |            |
| 中洞     | 중동     | 1.8               | 41,552  | 17,530  |            |
| 上洞     | 상동     | 3.6               | 86,069  | 30,993  |            |
| 大山洞   | 대산동   | 4.1               | 81,335  | 36,391  |            |
| 素砂本洞 | 소사본동 | 3.0               | 56,719  | 24,182  |            |
| 範安洞   | 범안동   | 5.7               | 95,610  | 37,246  |            |
| 城谷洞   | 성곡동   | 7.6               | 83,093  | 35,953  |            |
| 梧亭洞   | 오정동   | 12.4              | 83,596  | 36,077  |            |
| 富川市   | 부천시   | 53.4              | 812,158 | 344,408 |            |

* 此人口与户数之数据来自2021年4月韓國行政安全部之推计数据。

## 政治
在韩国国会中，富川市拥有四名议员，分属甲乙丙丁四个选区。在2020年大韩民国国会选举中当选的现任富川国会议员为金炅俠（甲）、薛勳（乙）、金相姬（丙）和徐暎錫（丁）。富川是一个被民主党长期控制的选区，现任的所有国会议员、市长、道议员全部为共同民主党党籍。自1973年来富川市长已有22届，从第15届李海善开始为民选市长。民选市长中除去第18和19届市长洪建杓为右翼之党籍外，其余均为左翼民主党派党籍。现任富川市长为共同民主党人張德天，他在2018年大韓民國地方選舉中得到了66.19%的选票（250,828票），为历届市长选举得票率之最。2017年大韓民國總統選舉中，最后当选者文在寅在富川得到了44.23%的选票排在首位，國民之黨的安哲秀排在第二，富川在该次选举中的投票率为77.0%。
富川建市后第一次市议会选举是在1991年3月26日，选出的首届市议会有议员45人。2018年6月13日选出的第八届议会为最新一届，共选出市议员28人。议会下设有常任委员会四个，分别是议会运营委员会、财政文化委员会、行政福利委员会和城市交通委员会。

## 经济

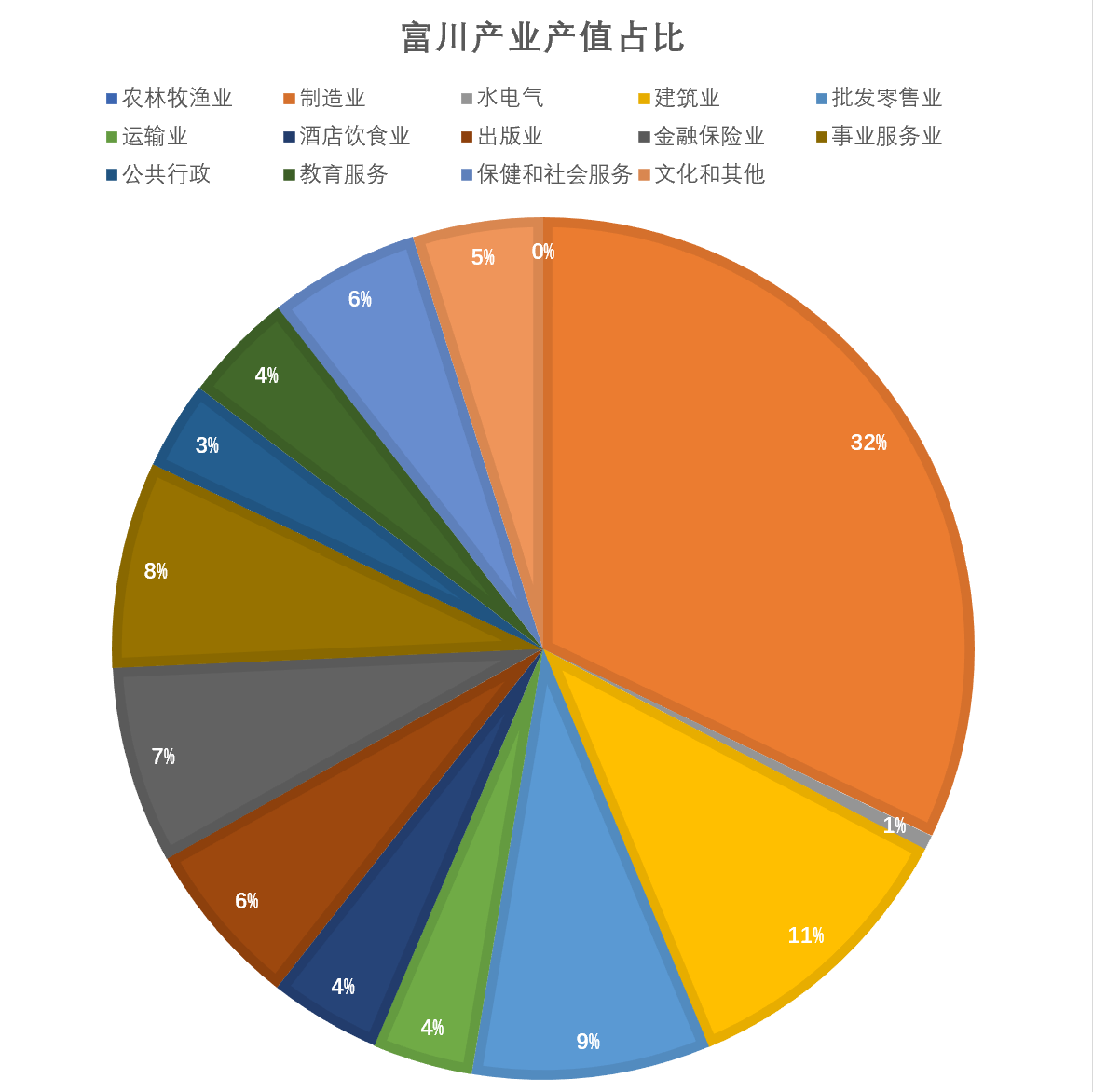
2016年富川各产业产值

2016年时，富川市的地区生产总值为343.28万亿韩元，其中第一产业产值为13.67亿韩元、第二产业为139.57万亿韩元、第三产业为203.70万亿韩元。2018年时富川拥有企业60,413家，从业人数301,024人。2021年时富川市的财政预算为2.09万亿韩元，较2020年减少6.40%，其中一般预算为1.64万亿韩元，特别预算4,475亿韩元。

### 第一产业
在1970年代以前，农业是韩国和富川的支柱产业。位于首尔和仁川之间的富川在当时作为农产品的直产地发展，当地所产的桃子在韩国较为有名。70年代后快速的城市化和人口涌入使当地的耕地面积快速减少，农业也因此衰落，现在的富川主要发展近郊农业和园艺业:525。当地种植的主要果蔬有桃子、梨、葡萄、生菜和芹菜，以及葱等调味类菜蔬:574;577，种植的粮食作物则以水稻占绝大多数:564。2008年时富川有农户773户，农用地面积760公顷，其中半数以上为稻田。

### 第二产业
在近代工业化之前，当时还属于富平郡的富川一带属于京仁工业区的一部分。当时富川的主要工业类型是依托附近种植园的食品和饲料加工，以及药品、机械和家具制造:613-616。朝鲜战争中京仁工业区的设施遭到了严重的破坏，直到50年代末期当地政府才逐渐开始重建工业。在60年代初富川重新出现了一批工业企业，其中以纤维、机械、金属和瓷器制造为主:629。随着第一和第二次经济开发五年计划的实施，富川的工业得到了一定发展，在这一时期出现了化学和药品制造的企业:641。进入70年代，得益于交通的改善和政府的扶持政策，富川的工业规模迅速增大，相关企业数由1972年的不到100家提升至1980年的776家，从业人数在1972年仅为4,649人，但仅在六年后数字就突破了四万，这也使得富川成为了当时韩国最大的工业城市之一。在此期间富川的工业完成了转型，主要领域开始转向机械、化学和电子电器工业:662-663。1974年，三星半导体的前身韩国半导体在富川的陶唐洞（现在的富川洞）开设了晶圓工厂，这是韩国第一家晶圆工厂，被认为是韩国半导体工业发展史的起源。1998年三星以4.5亿美元的价格向飞兆半导体出售了这间工厂，如今富川工厂成为了韩国最大的功率半导体器件生产地。在亚洲金融危机后，韩国产业在国际货币基金组织指导下开始转型，富川的主要工业也在此期间逐渐转化为以机械和半导体工业主导的体系。现在富川主要的半导体企业有飞兆半导体和亚南电子，其他设厂的企业有韩国化妆品、大韩航空等:681;729-731。富川现在拥有两个大型的产业基地，分别是梧亭产业团地和总部位于首尔九老區温水站附近，两市共管的温水产业团地，其中梧亭产业团地入驻企业主要从事金属、机械仪器和半导体制造。除现有团地外还有一个规划中的大壮产业团地，预计于2029年投入使用。2016年制造业仍然是富川的最大支柱产业，其产值超过10万亿韩元，占比接近1/3。

### 第三产业
富川在建市之初有着浓厚的工业城市背景，市内大部分劳动力从事第二产业。当时富川从事第二产业之人口比例超过八成，而同样作为首都圈卫星城市，规模类似的议政府市仅有37%。当时富川从事商业等第三产业的人口为数不多，多数经营批发、零售业:761。但随着人口的快速增加和交通变得便利，当地的服务业在70年代末得到了发展，房产中介商数量大幅增加，同时出现了大量專門店或者服务业商店:766-767。在80年代末，富川的第三产业开始成为发展最快的产业形态，建设、金融、保险、运输和不动产等产业开始加速发展，并成为当地未来重点发展的产业:788-789。
富川的银行和金融史起源于1939年朝興銀行（现在的新韓銀行）开设的素砂分店。在富川建市之前，朝兴银行和1961年成立的富川郡农业合作社承担了当地几乎全部的金融业务:798-800。富川建市之后，中小企業銀行、国民银行等银行在富川开设分店，当地的金融和银行业开始快速发展。1976年前的富川年存款总额在50亿韩元以下，但在1985年时，这一金额达到了1,874亿韩元，在京畿道的占比也由1%上升到了14%:805-809。2016年富川的金融保险业产值达到了2.36万亿韩元。

## 交通

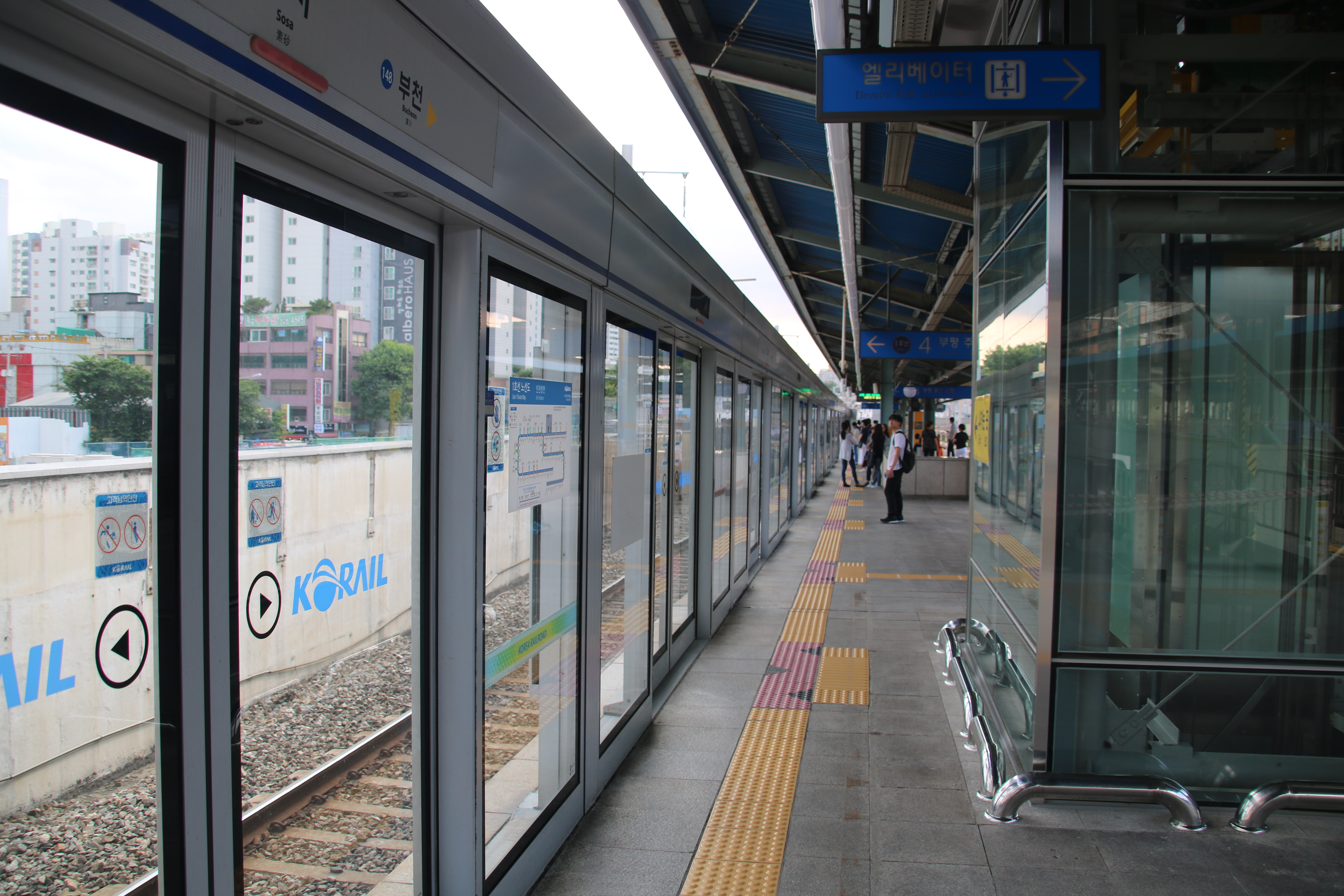
素砂站的月台

富川市是韩国首都圈重要的卫星城市和卧城，亦是首都圈通勤人口量最大的城市，这与中洞新都市大量的人口聚集有关。富川位于韩国两大城市首尔和仁川之间，因此成为了京仁地区最重要的交通枢纽。京仁高速公路是市内最重要的高速公路，也是居民主要的通勤道路:62。富川其他的通勤道路还有京仁路和首尔外环高速公路。富川市内交通非常繁忙，主要的道路有连接仁川的松内大路、吉州路和烽梧大路，此外还有四条国道经过。京仁線、首都圈電鐵7號線和首都圈電鐵西海線经过富川，在市内有驛谷站、素砂站、富川站、中洞站、松內站、喜鵲屋站、富川綜合運動場站、春衣站、新中洞站、富川市廳站、上洞站、遠宗站和素砂屋站13個車站。电铁1号线有两条急行电铁，包括龙山到东仁川的急行电铁和九老到东仁川的特急电铁，分别通过富川的驛谷、富川、松内三站和富川、松内两站。富川和松内是首都圈最繁忙的电铁站之一，在2007年时，富川和松内站高峰期输送人数排在首都圈的第三四位。2012年10月27日，首尔地铁7号线温水至富平区厅区间开通，这使得富川接入了首都圈電鐵网络以连结首仁和议政府，该线路在富川拥有六个车站。
富川市内现运营着52条公交线路，服役中的公交车有828辆。此外在仁川和首尔区间运行的BRT线路青罗国际都市新交通在富川也设有停靠站。富川综合巴士站位于上洞，运营着前往韩国各地的长途公交线路。

## 文化和观光

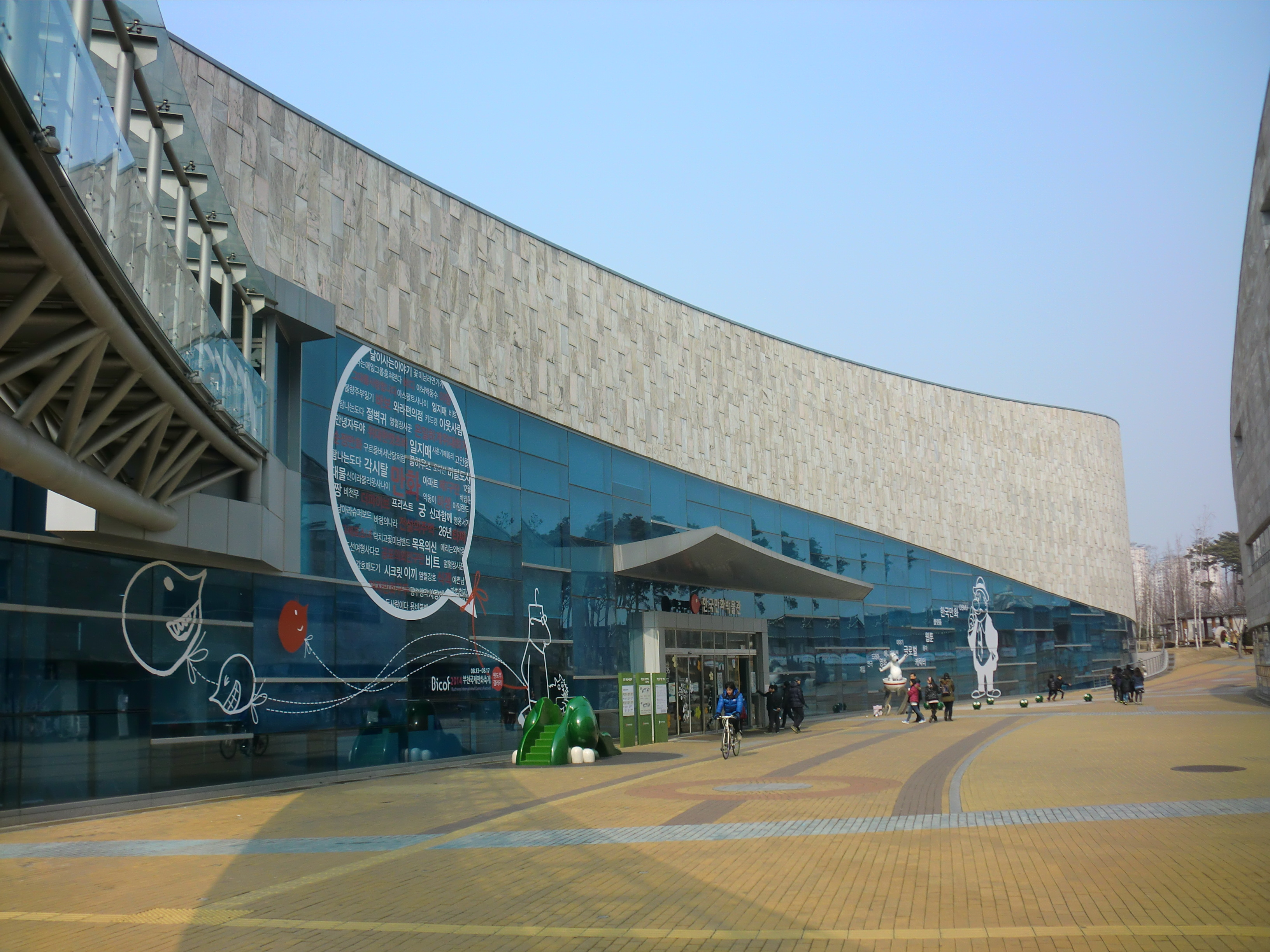
韩国漫画博物馆

富川是联合国教科文组织认定的文学之城，著名诗人卞榮魯和鄭芝溶曾在当地活跃。富川现有一个强大的图书馆系统，包括移动图书馆和为外籍人士和工人提供的专用图书馆等，政府每年还会拨出价值450万美元的专项资金以鼓励作家创作。富川每年都有大量文化庆典开展。创始于1997年的富川國際幻想電影節是韩国代表性的电影庆典之一，电影节于每年的7月举办，届时会在市厅、市民会馆等地进行放映，参展的电影则以奇幻电影为主。富川国际漫画节是韩国唯一的漫画节，从1998年开始举办，进行期间会举办国际漫画博览会、学术会议等项目，其由总部设立于富川的韓國漫畵映像振興院承办，韩国漫画博物馆位于振兴院内部。富川市内代表性的古迹有古康洞的史前遗址和如月洞的史前遗迹，释王寺内的木造觀音菩薩坐像是京畿道的地方有形文化财之一。陶村瓮器窑址位于如月洞史前遗迹中，该窑从朝鲜时代末期到20世纪80年代一直被用于烧制瓮器，现在该地建有瓮器博物馆。富川现有的电视台有LG HelloVision属下的富川金浦放送局:756以及总部设在富川的OBS京仁TV。富川是许多偶像艺人的出生地，EXO的伯賢、AOA的雪炫和MAMAMOO的玟星等偶像艺人出生于此。

## 教育和体育
富川市内有四所高等院校，其中私立大学有韓國天主教大學的圣心校区和首尔神学大学，另有富川大学和柳韩大学两所私立技術學院。1975年圣心女子大学在富川建立了校区，1982年合并其春川校区，并在1993年成为天主教大学的一部分。柳韩大学则是遵独立运动家柳一韩之遗嘱创办，主要培养从事机械及其设计、电器和产业设计相关专业的学生。此外富川还有其他学校129所，其中高中28所、初中32所、小学64所和其他学校5所，现有学生119,192名。
富川是K聯賽2球队富川1995的主场所在地，其主场位于春衣洞的富川综合运动场。1995年首尔油公象搬迁到富川，改名为富川油公（后来也叫富川鲜京或富川SK）。2006年2月，富川SK搬迁到西归浦，成为现在的济州联FC。2007年11月，在与当地政府达成协议后，新的富川FC诞生，被命名为「富川1995」，并在当年加入K联赛3。此外富川还是韓國女子籃球聯賽的富川韩亚1Q的主场，其前身光州新世界队曾夺得过4次联赛冠军。2006年7月球队从光州广域市搬迁到富川。

## 姊妹都市
富川市和以下韩国城市是友好姊妹城市：
| 城市   | 自治体   | 締結日期 |
| ------ | -------- | -------- |
| 华城市 | 京畿道   | 1996年   |
| 奉化郡 | 庆尚北道 | 1997年   |
| 珍島郡 | 全羅南道 | 1997年   |
| 茂朱郡 | 全罗北道 | 1997年   |
| 沃川郡 | 忠清北道 | 2002年   |
| 江陵市 | 江原道   | 2004年   |
| 公州市 | 忠清南道 | 2010年   |

富川市和以下外國城市是友好姊妹城市：
| 國家   | 城市                                   | 締結日期       |
| ------ | -------------------------------------- | -------------- |
| 中国   | 哈尔滨市（黑龙江省）                   | 1995年11月8日  |
| 中国   | 威海市（山东省）                       | 2000年1月7日   |
| 日本   | 川崎市（神奈川县）                     | 1996年10月21日 |
| 日本   | 岡山市（冈山县）                       | 2002年2月26日  |
| 美国   | 贝克斯菲尔德（加利福尼亚州）           | 2006年9月25日  |
| 俄羅斯 | 伯力（远东联邦管区哈巴罗夫斯克边疆区） | 2002年6月24日  |
| 菲律賓 | 巴伦苏埃拉（馬尼拉大都會）             | 2008年6月25日  |

## 外部連結
- 富川市官方網站 （页面存档备份，存于）
- 富川市立圖書館
- 谷歌地圖